# Consonne fricative pharyngale sourde
La consonne fricative pharyngale sourde est un son consonantique assez peu fréquent dans les langues parlées. Le symbole dans l'alphabet phonétique international est [ħ]. Ce symbole représente un h barré.

## Caractéristiques
Voici les caractéristiques de la consonne fricative pharyngale sourde.
- Son mode d'articulation est fricatif, ce qui signifie qu’elle est produite en contractant l'air à travers une voie étroite au point d’articulation, causant de la turbulence.
- Son point d'articulation est pharyngal, ce qui signifie qu'elle est articulée avec la racine de la langue contre le pharynx.
- Sa phonation est sourde, ce qui signifie qu'elle est produite sans la vibration des cordes vocales.
- C'est une consonne orale, ce qui signifie que l'air ne s’échappe que par la bouche.
- Parce qu'elle est prononcée dans la gorge, sans un organe à l'intérieur de la bouche, la dichotomie central/latéral ne s'applique pas.
- Son mécanisme de courant d'air est égressif pulmonaire, ce qui signifie qu'elle est articulée en poussant l'air par les poumons et à travers le chenal vocatoire, plutôt que par la glotte ou la bouche.

## En français
Le français ne possède pas le [ħ].

## Autres langues
L'arabe possède cette consonne, écrite ‹ ح › comme dans le nom مُحَمَّد, Muḥammad, prononcé /mu.ħam.mad/.
Il en va de même pour les langues berbères, où elle est notée ‹ ḥ › (h point souscrit) en kabyle et ‹ ⵃ › en tifinagh comme dans le mot aḥutiw, ⴰⵃⵓⵜⵉⵡ.
L'hébreu possède lui aussi cette consonne, écrite ‹ ח › comme dans le mot חאי, hai, /ħai/.
L'alphabet maltais utilise la lettre ‹ ħ › qui transcrit justement le phonème.